# Акана
Акана — село в Нюрбинском районе Республики Саха (Якутия). Центр муниципального образования сельское поселение Аканинский наслег.

## История
В советское время село входило в Ленинский район Якутской АССР.
В 1929 году родилась народная певица — тойуксут Петрова Марина Никифоровна.

## География
Село располагается на северном берегу озера Дёнгкюдей.

## Население
| 1989 | 2002 | 2010 | 2021 |
| ---- | ---- | ---- | ---- |
| 700  | ↘495 | ↘461 | ↘396 |

## Инфраструктура
- Почтовое отделение
- Средняя школа, с 2005 года в новом здании[5]
- «Детский сад общеразвивающего вида с приоритетным осуществлением деятельности по художественно-эстетическому развитию детей „Мичээр“»
- «Акана», сельскохозяйственный производственный кооператив
- Аканинский маслоцех
- Аканинский мед.участок
- Аканинский ветеринарный участок
- Клуб
- Аканинская хлебопекарня
- Строящийся водопровод